# Red Bull RB11
Chronologie des modèles (2015)
Red Bull RB10 Red Bull RB12
La Red Bull RB11 est la monoplace de Formule 1 engagée par l'écurie autrichienne Red Bull Racing dans le cadre du championnat du monde de Formule 1 2015. Elle est pilotée par l'Australien Daniel Ricciardo, qui effectue se deuxième saison chez l'écurie de Milton Keynes, et le Russe Daniil Kvyat, en provenance de la Scuderia Toro Rosso. Le pilote-essayeur est toujours le Suisse Sébastien Buemi. 
Conçue par l'ingénieur britannique Adrian Newey, la RB11 est présentée le 1er février 2015 sur le circuit permanent de Jerez en Espagne. Évolution de la Red Bull RB10 de 2014, elle s'en distingue notamment par son poids, augmenté de onze kilogrammes.

## Création de la monoplace
La réglementation technique ayant peu évolué par rapport à 2014, la RB11 se distingue de sa devancière par un nez en forme de sabot, quelque peu inspiré de celui de la Williams FW37, dont l'excroissance permet de guider le flux d'air. Les moyeux avant de la monoplace sont ouverts afin d'évacuer l'air entré par les écopes de freins et refroidir les disques de carbone. Le profil des pontons de la RB11 est légèrement plus droit et moins sculpté que celui de la RB10. L'air chaud est désormais évacué par les extrémités des pontons, élargis à cet effet, et non plus par l'arête arrondie du capot moteur, comme c'est le cas avec la monoplace de 2014. Le but est ainsi de faciliter le refroidissement du moteur V6 Renault, exigeant dans ce domaine. La biellette de direction a été épaissie et alignée au triangle de suspension tandis que le diffuseur, à l'arrière de la voiture, se distingue par des extrémités carrées, à l'image de la Mercedes AMG F1 W06 Hybrid.
Selon Adrian Newey, le concepteur de la RB11, les chances de titre pour l'écurie autrichienne sont faibles en 2015, notamment en raison du moteur Renault, qui rend 60 chevaux au bloc Mercedes, malgré les efforts du motoriste français pour combler l'écart. Ainsi, selon Newey, « Cette année, il s’agira vraiment de continuer à essayer d'avancer et de réduire l'écart par rapport à l'an dernier. Si nous pouvons gagner de temps à autre comme nous l'avons fait l'an dernier, ce sera fantastique. Mais nous ne pouvons pas compter là-dessus. Je pense que c'est vraiment une saison où il s'agira d’essayer de tirer le meilleur de ce dont nous disposons et de construire-là dessus pour l'avenir ».

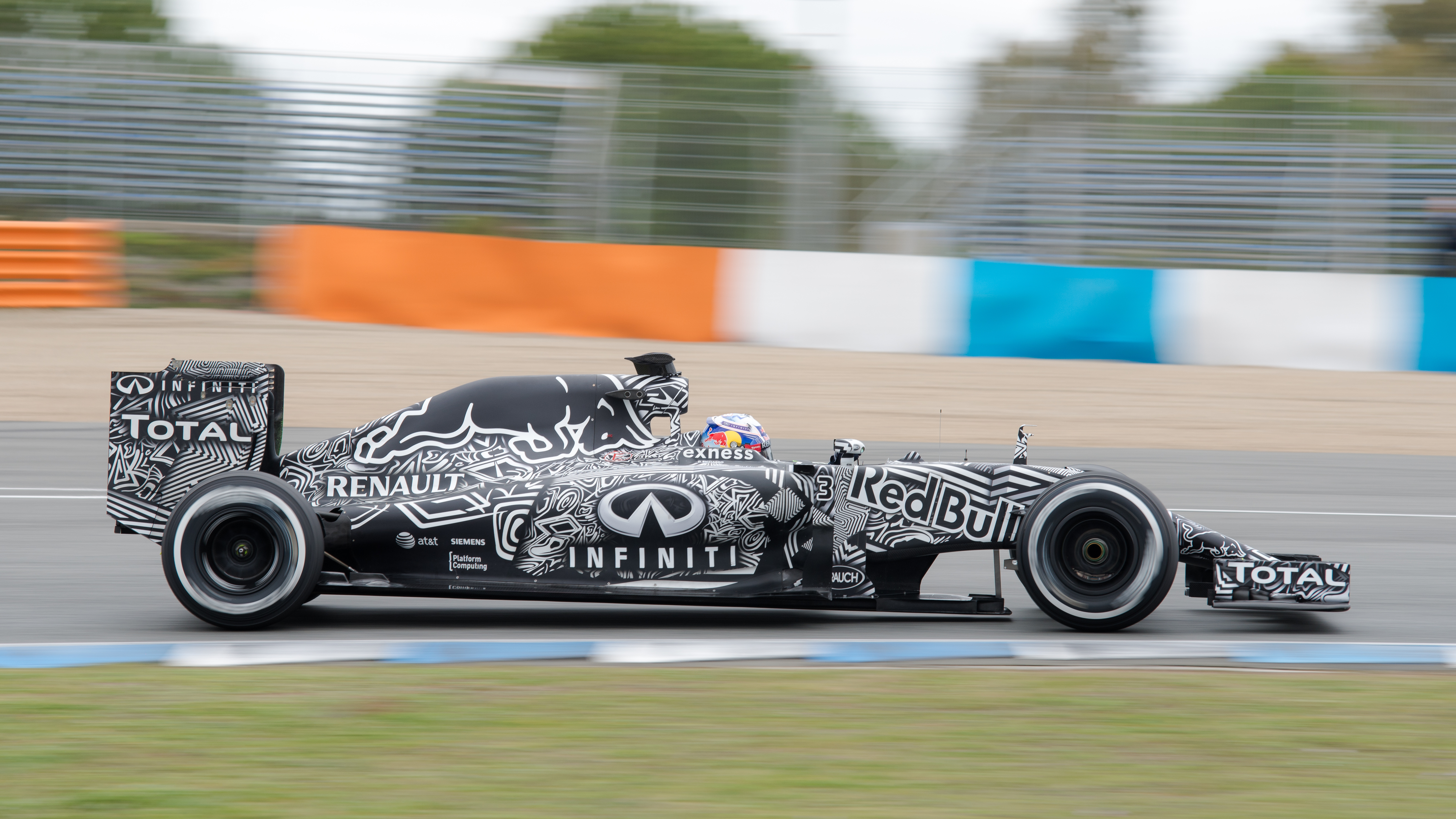
Daniel Ricciardo pilote lors des essais hivernaux à Jerez une Red Bull RB11 ayant une livrée de camouflage.

La RB11 a été présentée dans une livrée en noir et blanc de camouflage afin de cacher les secrets de la monoplace. Toutefois, selon Christian Horner, le directeur sportif de Red Bull Racing, il s'agit plus d'une opération de communication : « Cela provient d'un design d'un casque avec lequel Sebastian Vettel a couru l'année dernière. C'était très amusant et nous avons pensé qu'il serait intéressant d'étendre ce concept à l'ensemble de la voiture. Dietrich Mateschitz a apprécié quand il l'a vu. C'est bien dans l'esprit Red Bull, nous n'avons pas peur de faire les choses différemment. C'est assez frappant, et il est impossible d'observer des détails sur les photos, à ce moment de l'année où tout le monde essaie de rester discret ».
Le 2 mars, Red Bull dévoile la livrée définitive de sa RB11. Similaire à celle utilisée depuis 2013, elle se différence toutefois par la réapparition du logo Red Bull, près du train avant, et l'application d'une teinte violette sur les pontons et l'arrière de la monoplace. Le liseré de couleurs, utilisé depuis les débuts de l'écurie en 2005, est supprimé pour ne pas surcharger la livrée.
Le début de saison est difficile pour l'équipe qui se plaint du manque de performance du moteur V6 Renault. Le châssis n'est pas pour autant exempt de défaut : malgré deux pilotes débutants et un budget trois fois moindre, la Scuderia Toro Rosso motorisée également par Renault réussit à plusieurs reprises à surpasser Red Bull Racing en qualifications ou en course. Ricciardo confie : « Nous le savions avant le Grand Prix d'Espagne, le manque de performance n'est pas dû seulement au moteur » Il souligne également le manque de performance du châssis par rapport à 2014 dans les courbes rapides ou lentes où le moteur fournit toute la puissance voulue. Au Grand Prix du Canada, Ricciardo, lassé du manque d'équilibre et de performance de sa voiture, souhaiterait même disposer de la RB10 de la saison précédente. 
Après de longs errements, les problèmes du châssis RB11 sont identifiés et des modifications sont apportées en juillet. Le 26 juillet, l'équipe réalise son premier podium de la saison grâce à Kvyat et Ricciardo aux deuxième et troisième places du Grand Prix de Hongrie.

## Résultats en championnat du monde de Formule 1
| Saison | Écurie                   | Moteur                          | Pneus   | Pilotes          | Courses | Courses | Courses | Courses | Courses | Courses | Courses | Courses | Courses | Courses | Courses | Courses | Courses | Courses | Courses | Courses | Courses | Courses | Courses | Points inscrits | Classement |
| Saison | Écurie                   | Moteur                          | Pneus   | Pilotes          | 1       | 2       | 3       | 4       | 5       | 6       | 7       | 8       | 9       | 10      | 11      | 12      | 13      | 14      | 15      | 16      | 17      | 18      | 19      | Points inscrits | Classement |
| ------ | ------------------------ | ------------------------------- | ------- | ---------------- | ------- | ------- | ------- | ------- | ------- | ------- | ------- | ------- | ------- | ------- | ------- | ------- | ------- | ------- | ------- | ------- | ------- | ------- | ------- | --------------- | ---------- |
| 2015   | Infiniti Red Bull Racing | Renault Energy F1-2015 V6 Turbo | Pirelli |                  | AUS     | MAL     | CHI     | BAH     | ESP     | MON     | CAN     | AUT     | GBR     | HON     | BEL     | ITA     | SIN     | JAP     | RUS     | USA     | MEX     | BRÉ     | ABU     | 187             | 4e         |
| 2015   | Infiniti Red Bull Racing | Renault Energy F1-2015 V6 Turbo | Pirelli | Daniel Ricciardo | 6e      | 10e     | 9e      | 6e      | 7e      | 5e      | 13e     | 10e     | Abd     | 3e      | Abd     | 8e      | 2e      | 15e     | 15e*    | 10e     | 5e      | 11e     | 6e      | 187             | 4e         |
| 2015   | Infiniti Red Bull Racing | Renault Energy F1-2015 V6 Turbo | Pirelli | Daniil Kvyat     | Np      | 9e      | Abd     | 9e      | 10e     | 4e      | 9e      | 12e     | 6e      | 2e      | 4e      | 10e     | 6e      | 13e     | 5e      | Abd     | 4e      | 7e      | 10e     | 187             | 4e         |

Légende : ici
- * Le pilote n'a pas terminé la course mais est classé pour avoir parcouru plus de 90 % de la distance de course.